# Chad Dawson
Chad Dawson (Hartsville, 13 luglio 1982) è un pugile statunitense.
Soprannominato "Bad", è stato più volte campione del mondo dei pesi mediomassimi. Considerato allora fra le più grandi promesse della sua generazione, vinse il titolo mondiale WBC nel 2007 sconfiggendo il polacco Tomasz Adamek e l'anno seguente le corone IBF ed IBO detronizzando il connazionale Antonio Tarver. Subì la sua prima sconfitta da professionista dopo 30 incontri, quando fu battuto da Jean Pascal nel 2010. Dawson riconquistò il titolo WBC due anni dopo ai danni del veterano Bernard Hopkins, aggiudicandosi tra l'altro anche la corona The Ring e lineare di categoria. Quello stesso anno entrò a far parte della prestigiosa classifica pound for pound di Ring Magazine.
Nella seconda parte del 2012 scese nei supermedi dove sfidò l'imbattuto Andre Ward per i titoli unificati WBA, WBC, The Ring e lineare di categoria, subendo però una dura sconfitta. Nel 2013, ancora campione, tornò ai mediomassimi per difendere le cinture contro Stevenson Adonis, dal quale incassò un pesante KO alla prima ripresa.

## Biografia
Dawson è nato da Wanda e Rick Dawson, un ex pugile che ha avuto un record di 1-4-1. Ha 4 fratelli e 2 sorelle. Alla ricerca di lavoro, Rick si è spostato con la famiglia a New Haven, Connecticut nel 1988. Dawson ha frequentato il James Hillhouse High School dal 1996 al 2000.

## Carriera professionale
Dawson compì il suo debutto da professionista il 18 agosto 2001, quando sconfisse il connazionale Steve Garrett per KO tecnico al secondo round.